# المجريش (البيضاء)
المجريش هي إحدى قرى الجمهورية اليمنية. وهي تتبع جغرافيًا لمحافظة البيضاء. وإداريًا لمديرية الزاهر. يبلغ تعداد سكانها 2094 نسمة حسب الإحصاء الذي جرى عام 2004.